# Tower of Evil
Tower of Evil è un videogioco pubblicato nel 1984 per Commodore VIC-20 e ZX Spectrum e nel 1985 per Commodore 16 dalla Creative Sparks, un'etichetta del gruppo Thorn EMI. Si svolge in una torre formata da un labirinto di stanze, ciascuna una schermata vista in pianta. Il protagonista è un omino che può muoversi e sparare in tutte le direzioni ai mostri che popolano ogni stanza.